# Liste von Kriegsgräberstätten in der Region Lothringen
Diese Liste umfasst die Kriegsgräberstätten in der französischen Region Lothringen, die mindestens 100 Kriegsopfern gewidmet sind und durch den Volksbund Deutscher Kriegsgräberfürsorge e. V., das französische Verteidigungsministerium, die britische Commonwealth War Graves Commission und die American Battle Monuments Commission verwaltet werden. Die folgenden Kriegsgräberstätten sind den Kriegsopfern des Deutsch-Französischen Kriegs, des Ersten Weltkriegs und des Zweiten Weltkriegs gewidmet und nach ihrem Standort geordnet. Des Weiteren sind für nahezu alle Kriegsgräberstätten die GPS-Position, die Anzahl und die Nationalität der Kriegsopfer, der Aufbau der Grabanlage und eine fotografische Aufnahme der Kriegsgräberstätte angegeben.

## A
| Bezeichnung                                                                                      | Ortschaft                                          | Beschreibung | Foto |
| ------------------------------------------------------------------------------------------------ | -------------------------------------------------- | --- | ---- |
| Nécropole nationale de La Valette à Abreschviller Frankreich 1. Weltkrieg                        | Abreschviller 48° 38′ 35″ N, 7° 6′ 9″ O            | - Anzahl der Gefallenen und deren Nationalität: 834 (464 Franzosen, 370 Deutsche) - Aufbau der Grabanlage: Einzelgräber und 3 Gemeinschaftsgräber - Verzeichnis von 379 namentlich bekannten Gefallenen                                                                  |      |
| Nécropole nationale d'Ambly-sur-Meuse Frankreich 1. Weltkrieg                                    | Ambly-sur-Meuse 49° 1′ 14″ N, 5° 26′ 18″ O         | - Anzahl der Gefallenen und deren Nationalität: 108 Franzosen - Aufbau der Grabanlage: Einzelgräber - Namentliches Verzeichnis der Gefallenen |      |
| Deutsche Kriegsgräberstätte Amel-sur-l'Étang Deutschland 1. Weltkrieg                            | Amel-sur-l'Étang 49° 16′ 9″ N, 5° 38′ 47″ O        | - Anzahl der Gefallenen und deren Nationalität: 2.284 Deutsche - Aufbau der Grabanlage: Einzelgräber und Gemeinschaftsgräber |      |
| Deutsche Kriegsgräberstätte Andilly Deutschland 2. Weltkrieg                                     | Andilly 48° 45′ 17″ N, 5° 54′ 18″ O                | - Anzahl der Gefallenen und deren Nationalität: 33.085 Deutsche - Aufbau der Grabanlage: Einzelgräber mit einem Steinkreuz bzw. einer Steinstele jeweils und 1 Gemeinschaftsgrab                                                                                         |      |
| Deutsche Kriegsgräberstätte innerhalb des kommunalen Friedhofs Algrange Deutschland 1. Weltkrieg | Algrange 49° 21′ 42″ N, 6° 3′ 9″ O                 | - Anzahl der Gefallenen und deren Nationalität: 270 (150 Deutsche, 119 Russen und 1 Franzose) - Aufbau der Grabanlage: Einzelgräber |      |
| Cimetière militaire Amanvillers Frankreich Deutsch-Französischer Krieg                           | Amanvillers 49° 9′ 55″ N, 6° 2′ 56″ O              | - Anzahl der Gefallenen und deren Nationalität: 588 Franzosen - Aufbau der Grabanlage: Gemeinschaftsgräber |      |
| Deutsche Kriegsgräberstätte Amanvillers I Deutschland Deutsch-Französischer Krieg                | Amanvillers 49° 9′ 45″ N, 6° 2′ 3″ O               | - Anzahl der Gefallenen und deren Nationalität: 219 (13 Offiziere, 1 Feldwebel, 25 Unteroffiziere, 180 Gemeine) Preußen des Kaiser Alexander Garde-Grenadier-Regiment Nr. 1 - Aufbau der Grabanlage: Gemeinschaftsgräber - Schlacht: Schlacht bei Gravelotte August 1870 |      |
| Deutsche Kriegsgräberstätte Amanvillers II Deutschland Deutsch-Französischer Krieg               | Amanvillers 49° 9′ 54″ N, 6° 1′ 59″ O              | - Anzahl der Gefallenen und deren Nationalität: 170 (11 Offiziere, 15 Unteroffiziere, 144 Gemeine) Preußen des Garde-Schützen-Bataillons - Aufbau der Grabanlage: Gemeinschaftsgräber - Schlacht: Schlacht bei Gravelotte August 1870                                    |      |
| Nécropole nationale d'Avocourt Frankreich 1. Weltkrieg                                           | Avocourt 49° 12′ 26″ N, 5° 8′ 13″ O                | - Anzahl der Gefallenen und deren Nationalität: 1.847 / 49 Franzosen (1. WK / 2. WK) - Aufbau der Grabanlage: Einzelgräber |      |
| Deutsche Kriegsgräberstätte Avricourt Deutschland 1. Weltkrieg                                   | Avricourt 48° 38′ 54″ N, 6° 48′ 32″ O              | - Anzahl der Gefallenen und deren Nationalität: 568 (559 Deutsche, 6 Franzosen und 3 Russen) - Aufbau der Grabanlage: Einzelgräber |      |
| Deutsche Kriegsgräberstätte Azannes 1 Deutschland 1. Weltkrieg                                   | Azannes-et-Soumazannes 49° 17′ 33″ N, 5° 27′ 50″ O | - Anzahl der Gefallenen und deren Nationalität: 817 Deutsche - Aufbau der Grabanlage: Einzelgräber |      |
| Deutsche Kriegsgräberstätte Azannes 2 Deutschland 1. Weltkrieg                                   | Azannes-et-Soumazannes 49° 17′ 29″ N, 5° 27′ 45″ O | - Anzahl der Gefallenen und deren Nationalität: 4.750 Deutsche - Aufbau der Grabanlage: Einzelgräber |      |

## B
| Bezeichnung | Ortschaft                                        | Beschreibung | Foto |
| --- | ------------------------------------------------ | --- | ---- |
| Carrés militaires au sein de cimetières civils Baccarat Frankreich 1. Weltkrieg                                    | Baccarat 48° 26′ 51″ N, 6° 43′ 53″ O             | - Anzahl der Gefallenen und deren Nationalität: 144 Franzosen - Aufbau der Grabanlage: Einzelgräber |      |
| Nécropole nationale de Badonviller Frankreich 1./2. Weltkrieg                                                      | Badonviller 48° 30′ 2″ N, 6° 53′ 48″ O           | - Anzahl der Gefallenen und deren Nationalität: 2.653 / 28 Franzosen (1. WK / 2. WK) - Aufbau der Grabanlage: Einzelgräber und 2 Gemeinschaftsgräber                                                                                |      |
| Nécropole nationale de La Fontenelle à Ban-de-Sapt Frankreich 1. Weltkrieg                                         | Ban-de-Sapt 48° 20′ 51″ N, 7° 0′ 0″ O            | - Anzahl der Gefallenen und deren Nationalität: 1.384 Franzosen - Aufbau der Grabanlage: Einzelgräber und 1 Gemeinschaftsgrab - Verzeichnis der 947 identifizierten Gefallenen                                                      |      |
| Nécropole nationale de Bar-le-Duc Frankreich 1./2. Weltkrieg                                                       | Bar-le-Duc 48° 46′ 5″ N, 5° 10′ 48″ O            | - Anzahl der Gefallenen und deren Nationalität: 3.139 (3.139 Franzosen und 7 Briten) (1. WK), 5 (3 Franzosen, 1 Belgier und 1 Russe) (2.WK) - Aufbau der Grabanlage: Einzelgräber und 1 Gemeinschaftsgrab                           |      |
| Monument ossuaire de Baslieux Frankreich 1. Weltkrieg                                                              | Baslieux 49° 26′ 5″ N, 5° 44′ 23″ O              | - Anzahl der Gefallenen und deren Nationalität: 800 Franzosen - Aufbau der Grabanlage: 1 Gemeinschaftsgrab |      |
| Nécropole nationale de Bayon Frankreich 1./2. Weltkrieg                                                            | Bayon 48° 28′ 51″ N, 6° 19′ 11″ O                | - Anzahl der Gefallenen und deren Nationalität: 169 Franzosen - Aufbau der Grabanlage: Einzelgräber und 2 Gemeinschaftsgräber |      |
| Russische Kriegsgräberstätte Boulay-Moselle Russland 2. Weltkrieg                                                  | Boulay-Moselle 49° 10′ 43″ N, 6° 29′ 38″ O       | - Anzahl der Gefallenen und deren Nationalität: 3.600 Russen/Ukrainer - Aufbau der Grabanlage: 1 Gemeinschaftsgrab |      |
| Deutsche Kriegsgräberstätte Belleau Deutschland 1. Weltkrieg                                                       | Belleau                                          | - Anzahl der Gefallenen und deren Nationalität: 8.630 Deutsche - Aufbau der Grabanlage: Einzelgräber und 1 Gemeinschaftsgrab |      |
| Nécropole nationale de Belleray Frankreich 1. Weltkrieg                                                            | Belleray 49° 7′ 52″ N, 5° 24′ 19″ O              | - Anzahl der Gefallenen und deren Nationalität: 1.234 Franzosen - Aufbau der Grabanlage: Einzelgräber |      |
| Nécropole nationale Bisping/Deutsche Kriegsgräberstätte Bisping Frankreich Deutschland 1. Weltkrieg                | Belles-Forêts/Bisping 48° 48′ 13″ N, 6° 53′ 5″ O | - Anzahl der Gefallenen und deren Nationalität: 1.216 (598 Deutsche und 618 Franzosen) - Aufbau der Grabanlage: Einzelgräber - Schlacht: Schlacht in Lothringen August 1914 - Namentliches Verzeichnis der französischen Gefallenen |      |
| Nécropole nationale de Bertrimoutier/Deutsche Kriegsgräberstätte Bertrimoutier Frankreich Deutschland 1. Weltkrieg | Bertrimoutier 48° 16′ 1″ N, 7° 3′ 20″ O          | - Anzahl der Gefallenen und deren Nationalität: 7.698 (6.733 Deutsche, 953 Franzosen, 12 Russen und ein Unbekannter) - Aufbau der Grabanlage: Einzelgräber und 1 Gemeinschaftsgrab                                                  |      |
| Deutsche Kriegsgräberstätte Bouillonville Deutschland 1. Weltkrieg                                                 | Bouillonville 48° 56′ 34″ N, 5° 50′ 8″ O         | - Anzahl der Gefallenen und deren Nationalität: 1.368 Deutsche - Aufbau der Grabanlage: Einzelgräber |      |
| Deutsche Kriegsgräberstätte Bouligny Deutschland 1. Weltkrieg                                                      | Bouligny 49° 17′ 35″ N, 5° 44′ 59″ O             | - Anzahl der Gefallenen und deren Nationalität: 1.439 Deutsche - Aufbau der Grabanlage: Einzelgräber |      |
| Nécropole nationale de Brandeville Frankreich 1. Weltkrieg                                                         | Brandeville 49° 24′ 7″ N, 5° 18′ 14″ O           | - Anzahl der Gefallenen und deren Nationalität: 516 Franzosen - Aufbau der Grabanlage: Einzelgräber und 2 Gemeinschaftsgräber |      |
| Nécropole nationale de Bras-sur-Meuse Frankreich 1./2. Weltkrieg                                                   | Bras-sur-Meuse 49° 12′ 26″ N, 5° 22′ 33″ O       | - Anzahl der Gefallenen und deren Nationalität: 4.537 / 151 Franzosen (1. WK / 2. WK) - Aufbau der Grabanlage: Einzelgräber und 2 Gemeinschaftsgräber                                                                               |      |
| Deutsche Kriegsgräberstätte Brieulles Deutschland 1. Weltkrieg                                                     | Brieulles-sur-Meuse 49° 20′ 4″ N, 5° 10′ 10″ O   | - Anzahl der Gefallenen und deren Nationalität: 11.281 Deutsche - Aufbau der Grabanlage: Einzelgräber mit einem Metallkreuz bzw. einer Steinstele jeweils und 3 Gemeinschaftsgräber                                                 |      |
| Nécropole nationale de Brieulles-sur-Meuse Frankreich 1./2. Weltkrieg                                              | Brieulles-sur-Meuse 49° 20′ 4″ N, 5° 10′ 10″ O   | - Anzahl der Gefallenen und deren Nationalität: 2.704 (2.546 Franzosen, 123 Russen und 35 Belgier) (1. WK), 26 Franzosen (2. WK) - Aufbau der Grabanlage: Einzelgräber und 1 Gemeinschaftsgrab                                      |      |
| Deutsche Kriegsgräberstätte Briey Deutschland 1. Weltkrieg                                                         | Briey 49° 15′ 11″ N, 5° 56′ 5″ O                 | - Anzahl der Gefallenen und deren Nationalität: 2.244 Deutsche - Aufbau der Grabanlage: Einzelgräber |      |
| Nécropole nationale de Brouderdorff Frankreich 1. Weltkrieg                                                        | Brouderdorff 48° 41′ 25″ N, 7° 6′ 4″ O           | - Anzahl der Gefallenen und deren Nationalität: 390 Franzosen - Aufbau der Grabanlage: Einzelgräber und 1 Gemeinschaftsgrab |      |
| Cimetière militaire Bruville Frankreich Deutsch-Französischer Krieg                                                | Bruville 49° 8′ 2″ N, 5° 54′ 58″ O               | - Anzahl der Gefallenen und deren Nationalität: 850 Franzosen - Aufbau der Grabanlage: Einzelgräber |      |
| Carrés militaires au sein de cimetières civils Bruyères Frankreich 1. Weltkrieg                                    | Bruyères 48° 12′ 24″ N, 6° 43′ 35″ O             | - Anzahl der Gefallenen und deren Nationalität: 422 (414 Franzosen, 7 Russen und 1 Pole) - Aufbau der Grabanlage: Einzelgräber |      |
| Nécropole nationale de Buzy à Buzy-Darmont Frankreich 1. Weltkrieg                                                 | Buzy-Darmont 49° 10′ 39″ N, 5° 42′ 46″ O         | - Anzahl der Gefallenen und deren Nationalität: 2.330 (2.270 Franzosen, 52 Russen und 8 Rumaenen) - Aufbau der Grabanlage: Einzelgräber und 2 Gemeinschaftsgräber                                                                   |      |

## C
| Bezeichnung                                                          | Ortschaft                                 | Beschreibung | Foto |
| -------------------------------------------------------------------- | ----------------------------------------- | --- | ---- |
| Nécropole nationale de Champenoux Frankreich 1. Weltkrieg            | Champenoux 49° 16′ 47″ N, 5° 17′ 48″ O    | - Anzahl der Gefallenen und deren Nationalität: 1.585 Franzosen - Aufbau der Grabanlage: Einzelgräber mit einem Steinkreuz bzw. einer Steinstele jeweils |      |
| Charmes Military Cemetery Vereinigtes Königreich 1./2. Weltkrieg     | Charmes 48° 22′ 57″ N, 6° 19′ 25″ O       | - Anzahl der Gefallenen und deren Nationalität: 351 (148 Briten, 148 Chinesen, 44 Inder und 11 Kanadier) (1. WK), 16 (11 Briten, 2 Deutsche, 1 Kanadier, 1 Inder und 1 Russe) (2. WK) - Aufbau der Grabanlage: Einzelgräber mit einer Steinstele jeweils und 1 Gemeinschaftsgrab |      |
| Nécropole nationale de Chattancourt Frankreich 1./2. Weltkrieg       | Chattancourt 49° 13′ 23″ N, 5° 16′ 16″ O  | - Anzahl der Gefallenen und deren Nationalität: 1.699 / 27 Franzosen (1. WK / 2. WK) - Aufbau der Grabanlage: Einzelgräber |      |
| Deutsche Kriegsgräberstätte Cheppy Deutschland 1. Weltkrieg          | Cheppy 49° 13′ 40″ N, 5° 4′ 15″ O         | - Anzahl der Gefallenen und deren Nationalität: 6.150 Deutsche - Aufbau der Grabanlage: Einzelgräber mit einem Metallkreuz bzw. einer Steinstele jeweils und 1 Gemeinschaftsgrab                                                                                                 |      |
| Nécropole nationale de Chicourt Frankreich 1. Weltkrieg              | Chicourt 48° 55′ 8″ N, 6° 30′ 25″ O       | - Anzahl der Gefallenen und deren Nationalität: 257 Franzosen - Aufbau der Grabanlage: Einzelgräber und 1 Gemeinschaftsgrab |      |
| Nécropole nationale de Choloy-Ménillot Frankreich 1./2. Weltkrieg    | Choloy-Ménillot 48° 40′ 2″ N, 5° 51′ 5″ O | - Anzahl der Gefallenen und deren Nationalität: 1.926 / 9 Franzosen (1. /2. WK) - Aufbau der Grabanlage: Einzelgräber - Namentliches Verzeichnis der französischen Gefallenen |      |
| Nécropole nationale de Commercy Frankreich 1./2. Weltkrieg           | Commercy 48° 45′ 37″ N, 5° 34′ 48″ O      | - Anzahl der Gefallenen und deren Nationalität: 2.121 (2.117 Franzosen, 2 Briten und 2 Russen) (1. WK), 1 Franzose (2. WK) - Aufbau der Grabanlage: Einzelgräber mit einem Steinkreuz bzw. einer Steinstele jeweils                                                              |      |
| Deutsche Kriegsgräberstätte Consenvoye Deutschland 1. Weltkrieg      | Consenvoye 49° 16′ 47″ N, 5° 17′ 48″ O    | - Anzahl der Gefallenen und deren Nationalität: 11.146 Deutsche - Aufbau der Grabanlage: Einzelgräber mit einem Metallkreuz bzw. einer Steinstele jeweils |      |
| Nécropole nationale de Courbesseaux Frankreich 1. Weltkrieg          | Courbesseaux 48° 41′ 36″ N, 6° 23′ 41″ O  | - Anzahl der Gefallenen und deren Nationalität: 2.679 Franzosen - Aufbau der Grabanlage: Einzelgräber und 1 Gemeinschaftsgrab - Namentliches Verzeichnis der Gefallenen |      |
| Nécropole nationale de l'Espérance à Cutting Frankreich 1. Weltkrieg | Cutting 48° 50′ 26″ N, 6° 50′ 6″ O        | - Anzahl der Gefallenen und deren Nationalität: 809 Franzosen - Aufbau der Grabanlage: Einzelgräber und 2 Gemeinschaftsgräber - Namentliches Verzeichnis von 279 Gefallenen |      |

## D
| Bezeichnung                                                                                    | Ortschaft                                      | Beschreibung | Foto |
| ---------------------------------------------------------------------------------------------- | ---------------------------------------------- | --- | ---- |
| Deutsche Kriegsgräberstätte Damvillers Deutschland 1. Weltkrieg                                | Damvillers 49° 20′ 58″ N, 5° 24′ 42″ O         | - Anzahl der Gefallenen und deren Nationalität: 1.113 Deutsche - Aufbau der Grabanlage: Einzelgräber mit einem Metallkreuz bzw. einer Steinstele jeweils |      |
| Deutsche Kriegsgräberstätte Dannevoux Deutschland 1. Weltkrieg                                 | Dannevoux 49° 18′ 40″ N, 5° 13′ 59″ O          | - Anzahl der Gefallenen und deren Nationalität: 1.402 Deutsche - Aufbau der Grabanlage: Einzelgräber mit einem Metallkreuz bzw. einer Steinstele jeweils |      |
| Carrés militaires au sein de cimetières civils Delme Frankreich 1. Weltkrieg                   | Delme 48° 53′ 20″ N, 6° 23′ 50″ O              | - Anzahl der Gefallenen und deren Nationalität: Unbekannte Anzahl Franzosen - Aufbau der Grabanlage: Einzelgräber mit einem Steinkreuz bzw. einer Steinstele jeweils und 1 Gemeinschaftsgrab                                                                  |      |
| Nécropole nationale de Dieue à Dieue-sur-Meuse Frankreich 1. Weltkrieg                         | Dieue-sur-Meuse 49° 4′ 31″ N, 5° 25′ 40″ O     | - Anzahl der Gefallenen und deren Nationalität: 320 (310 Franzosen, 9 Unbekannte und 1 Russe) - Aufbau der Grabanlage: Einzelgräber - Verzeichnis der hier bestatteten französischen Gefallenen                                                               |      |
| Carrés militaires au sein de cimetières civils Dieulouard Frankreich 1. Weltkrieg              | Dieulouard 48° 50′ 30″ N, 6° 3′ 53″ O          | - Anzahl der Gefallenen und deren Nationalität: 104 Franzosen - Aufbau der Grabanlage: Einzelgräber |      |
| Nécropole nationale de Dieuze Frankreich 1./2. Weltkrieg                                       | Dieuze 48° 48′ 55″ N, 6° 43′ 31″ O             | - Anzahl der Gefallenen und deren Nationalität: 1.089 (728 Franzosen und 361 Rumänen/Polen/Deutsche) - Aufbau der Grabanlage: Einzelgräber mit einem Steinkreuz bzw. einer Steinstele jeweils und 1 Gemeinschaftsgrab - Namen von 91 französischen Gefallenen |      |
| Epinal American Cemetery Vereinigte Staaten 2. Weltkrieg                                       | Dinozé 48° 8′ 37″ N, 6° 29′ 48″ O              | - Anzahl der Gefallenen und deren Nationalität: 5.255 US-Amerikaner - Aufbau der Grabanlage: Einzelgräber mit einem Steinkreuz bzw. einer Steinstele jeweils - Schlacht: Kämpfe um Elsass und Lothringen November–Dezember 1944                               |      |
| Nécropole nationale du Bois de Béthelainville à Dombasle-en-Argonne Frankreich 1./2. Weltkrieg | Dombasle-en-Argonne 49° 9′ 26″ N, 5° 12′ 46″ O | - Anzahl der Gefallenen und deren Nationalität: 1.082 / 10 Franzosen (1. WK / 2. WK) - Aufbau der Grabanlage: 1 Gemeinschaftsgrab - Verzeichnis der hier bestatteten französischen Gefallenen                                                                 |      |
| Nécropole nationale de Dugny-sur-Meuse Frankreich 1./2. Weltkrieg                              | Dugny-sur-Meuse 49° 6′ 48″ N, 5° 23′ 22″ O     | - Anzahl der Gefallenen und deren Nationalität: 1.971 Franzosen - Aufbau der Grabanlage: Einzelgräber und 1 Gemeinschaftsgrab - Verzeichnis der hier bestatteten französischen Gefallenen                                                                     |      |
| Deutsche Kriegsgräberstätte Dun-sur-Meuse Deutschland 1. Weltkrieg                             | Dun-sur-Meuse 49° 23′ 0″ N, 5° 11′ 13″ O       | - Anzahl der Gefallenen und deren Nationalität: 1.664 Deutsche - Aufbau der Grabanlage: Einzelgräber mit einem Metallkreuz bzw. einer Steinstele jeweils |      |

## E
| Bezeichnung                                                                         | Ortschaft                                    | Beschreibung | Foto |
| ----------------------------------------------------------------------------------- | -------------------------------------------- | --- | ---- |
| Deutsche Kriegsgräberstätte Epinonville Deutschland 1. Weltkrieg                    | Epinonville 49° 17′ 3″ N, 5° 4′ 21″ O        | - Anzahl der Gefallenen und deren Nationalität: 1.096 Deutsche - Aufbau der Grabanlage: Einzelgräber mit einem Metallkreuz bzw. einer Steinstele jeweils                                                                  |      |
| Nécropole nationale d'Épinal Frankreich Deutsch-Französischer Krieg/1./2. Weltkrieg | Épinal 48° 10′ 57″ N, 6° 27′ 42″ O           | - Anzahl der Gefallenen und deren Nationalität: 22 Franzosen (Deutsch-Französische Krieg), 1.398 Franzosen (1./2. WK) - Aufbau der Grabanlage: Einzelgräber und 1 Gemeinschaftsgrab auf dem Kommunalfriedhof Saint-Michel |      |
| Nécropole nationale d'Esnes-en-Argonne Frankreich 1. Weltkrieg                      | Esnes-en-Argonne 49° 12′ 27″ N, 5° 11′ 28″ O | - Anzahl der Gefallenen und deren Nationalität: 6.661 Franzosen - Aufbau der Grabanlage: Einzelgräber und 1 Gemeinschaftsgrab - Verzeichnis der namentlich bekannten Gefallenen                                           |      |

## F
| Bezeichnung                                                                    | Ortschaft                                           | Beschreibung | Foto |
| ------------------------------------------------------------------------------ | --------------------------------------------------- | --- | ---- |
| Deutsche Kriegsgräberstätte Fey-Buch Deutschland 1. Weltkrieg                  | Féy 49° 1′ 9″ N, 6° 5′ 46″ O                        | - Anzahl der Gefallenen und deren Nationalität: 2.006 Deutsche - Aufbau der Grabanlage: Einzelgräber mit einem Metallkreuz bzw. einer Steinstele jeweils und 1 Gemeinschaftsgrab                                                              |      |
| Nécropole nationale de Fillières Frankreich 1. Weltkrieg                       | Filliéres 49° 24′ 28″ N, 6° 50′ 8″ O                | - Anzahl der Gefallenen und deren Nationalität: 689 Franzosen - Aufbau der Grabanlage: Einzelgräber mit einem Steinkreuz bzw. einer Steinstele jeweils und 1 Gemeinschaftsgrab - Verzeichnis von 228 namentlich bekannten Gefallenen          |      |
| Deutsche Kriegsgräberstätte im Fort Douaumont Deutschland 1. Weltkrieg         | Fleury-devant-Douaumont 49° 13′ 0″ N, 5° 26′ 19″ O  | - Anzahl der Gefallenen und deren Nationalität: 679 Deutsche - Aufbau der Grabanlage: Kasematten des Fort Douaumont - Schlacht: Schlacht um Verdun Februar–Dezember 1916 (Explosion eines Sprengstoffdepots am 8. Mai 1916)                   |      |
| Ossuaire de Douaumont à Fleury-devant-Douaumont Frankreich 1. Weltkrieg        | Fleury-devant-Douaumont 49° 12′ 27″ N, 5° 25′ 27″ O | - Anzahl der Gefallenen und deren Nationalität: 16.142 Franzosen, 130.000 Deutsche/Franzosen (Beinhaus) - Aufbau der Grabanlage: Einzelgräber mit einem Steinkreuz bzw. einer Steinstele jeweils und 1 Beinhaus - Liste von 15830 Grabstellen |      |
| Nécropole nationale de Flirey Frankreich 1. Weltkrieg                          | Flirey 48° 41′ 54″ N, 5° 50′ 34″ O                  | - Anzahl der Gefallenen und deren Nationalität: 4.407 (4.379 Franzosen und 28 Alliierte) - Aufbau der Grabanlage: Einzelgräber und 1 Gemeinschaftsgrab - Verzeichnis von 2703 namentlich bekannten Gefallenen                                 |      |
| Carrés militaires au sein de cimetières civils Fraize Frankreich 1. Weltkrieg  | Fraize 48° 11′ 14″ N, 7° 0′ 1″ O                    | - Anzahl der Gefallenen und deren Nationalität: 317 Franzosen - Aufbau der Grabanlage: Einzelgräber mit einem Steinkreuz bzw. einer Steinstele jeweils und 1 Gemeinschaftsgrab                                                                |      |
| Carrés militaires au sein de cimetières civils Frémery Frankreich 1. Weltkrieg | Frémery 48° 55′ 1″ N, 6° 28′ 31″ O                  | - Anzahl der Gefallenen und deren Nationalität: 146 (133 Franzosen und 13 Deutsche) - Aufbau der Grabanlage: Einzelgräber und 1 Gemeinschaftsgrab                                                                                             |      |

## G
| Bezeichnung                                                                         | Ortschaft                               | Beschreibung | Foto |  |
| ----------------------------------------------------------------------------------- | --------------------------------------- | --- | ---- |  |
| Nécropole nationale de Gerbéviller Frankreich 1. Weltkrieg                          | Gerbéviller 48° 29′ 48″ N, 6° 31′ 10″ O | - Anzahl der Gefallenen und deren Nationalität: 2.167 Franzosen - Aufbau der Grabanlage: Einzelgräber mit einem Steinkreuz bzw. einer Steinstele jeweils und 1 Gemeinschaftsgrab - Namentliches Verzeichnis der Gefallenen                                          |      |  |
| Deutsche Kriegsgräberstätte Gerbéviller Deutschland 1. Weltkrieg                    | Gerbeviller 48° 29′ 48″ N, 6° 31′ 10″ O | - Anzahl der Gefallenen und deren Nationalität: 5.462 Deutsche - Aufbau der Grabanlage: Einzelgräber mit einem Steinkreuz bzw. einer Steinstele jeweils und 1 Gemeinschaftsgrab                                                                                     |      |  |
| Nécropole nationale de Gorcy Frankreich 1. Weltkrieg                                | Gorcy 49° 32′ 38″ N, 5° 40′ 52″ O       | - Anzahl der Gefallenen und deren Nationalität: 1.263 Franzosen - Aufbau der Grabanlage: Einzelgräber mit einem Steinkreuz bzw. einer Steinstele jeweils und 1 Gemeinschaftsgrab - Verzeichnis von 1179 namentlich bekannten Gefallenen                             |      |  |
| Nécropole nationale de Gosselming Frankreich 1. Weltkrieg                           | Gosselming 48° 47′ 24″ N, 6° 59′ 36″ O  | - Anzahl der Gefallenen und deren Nationalität: 953 (349 Franzosen, 348 Russen und 256 Deutsche) - Aufbau der Grabanlage: Einzelgräber mit einem Steinkreuz bzw. einer Steinstele jeweils und 1 Gemeinschaftsgrab - Verzeichnis der namentlich bekannten Gefallenen |      |  |
| Kriegsgräberstätte Gravelotte Frankreich Deutsch-Französischer Krieg vön 1870/1871. | Gravelotte 49° 6′ 50″ N, 6° 1′ 49″ O    | Massengräber für ca. 3.000 deutsche und französische Soldaten |      |  |

## H
| Bezeichnung                                                     | Ortschaft                              | Beschreibung | Foto |
| --------------------------------------------------------------- | -------------------------------------- | --- | ---- |
| Deutsche Kriegsgräberstätte Harville Deutschland 1. Weltkrieg   | Harville 49° 5′ 56″ N, 5° 43′ 46″ O    | - Anzahl der Gefallenen und deren Nationalität: 494 Deutsche - Aufbau der Grabanlage: Gemeinschaftsgräber                                                                                          |      |
| Nécropole nationale d'Haudainville Frankreich 1. Weltkrieg      | Haudainville 49° 7′ 40″ N, 5° 25′ 4″ O | - Anzahl der Gefallenen und deren Nationalität: 210 Franzosen - Aufbau der Grabanlage: Einzelgräber mit einem Steinkreuz bzw. einer Steinstele jeweils - Namentliche Auflistung von 206 Gefallenen |      |
| Deutsche Kriegsgräberstätte Hautecourt Deutschland 1. Weltkrieg | Hautecourt 49° 12′ 9″ N, 5° 33′ 46″ O  | - Anzahl der Gefallenen und deren Nationalität: 7.885 Deutsche - Aufbau der Grabanlage: Einzelgräber mit einem Metallkreuz bzw. einer Steinstele und 3 Gemeinschaftsgräber                         |      |

## L
| Bezeichnung                                                                           | Ortschaft                                        | Beschreibung | Foto |
| ------------------------------------------------------------------------------------- | ------------------------------------------------ | --- | ---- |
| Deutsche Kriegsgräberstätte Labry Deutschland 1. Weltkrieg                            | Labry 49° 10′ 32″ N, 5° 52′ 51″ O                | - Anzahl der Gefallenen und deren Nationalität: 865 (857 Deutsche und 8 Österreicher/Ungarn) - Aufbau der Grabanlage: Einzelgräber mit einem Steinkreuz bzw. einer Steinstele jeweils und 1 Gemeinschaftsgrab                           |      |
| Nécropole nationale de La Forestière à Lachalade Frankreich 1. Weltkrieg              | Lachalade 49° 10′ 3″ N, 5° 0′ 12″ O              | - Anzahl der Gefallenen und deren Nationalität: 1.988 Franzosen - Aufbau der Grabanlage: Einzelgräber mit einem Steinkreuz bzw. einer Steinstele jeweils - Namentliches Verzeichnis                                                     |      |
| Nécropole nationale de Lacroix-sur-Meuse Frankreich 1. Weltkrieg                      | Lacroix-sur-Meuse 48° 58′ 55″ N, 5° 32′ 31″ O    | - Anzahl der Gefallenen und deren Nationalität: 969 Franzosen - Aufbau der Grabanlage: Einzelgräber mit einem Steinkreuz bzw. einer Steinstele jeweils - Verzeichnis von 960 namentlich bekannten Gefallenen                            |      |
| Nécropole nationale de Landrecourt-Lempire Frankreich 1. Weltkrieg                    | Ladrecourt-Lempiere 49° 6′ 1″ N, 5° 20′ 44″ O    | - Anzahl der Gefallenen und deren Nationalität: 1.963 Franzosen - Aufbau der Grabanlage: Einzelgräber mit einem Steinkreuz bzw. einer Steinstele jeweils - Verzeichnis von 1961 namentlich bekannten Gefallenen                         |      |
| Nécropole nationale de Lagarde Frankreich 1. Weltkrieg                                | Lagarde 48° 41′ 30″ N, 6° 41′ 59″ O              | - Anzahl der Gefallenen und deren Nationalität: 562 Franzosen - Aufbau der Grabanlage: Einzelgräber mit einem Steinkreuz bzw. einer Steinstele jeweils und 2 Gemeinschaftsgräber - Verzeichnis von 229 namentlich bekannten Gefallenen  |      |
| Deutsche Kriegsgräbergedenkstätte Lagarde Deutschland 1. Weltkrieg                    | Lagarde 48° 41′ 30″ N, 6° 42′ 39″ O              | - Anzahl der Gefallenen und deren Nationalität: 379 Deutsche - Aufbau der Grabanlage: Einzelgräber mit einem Steinkreuz bzw. einer Steinstele jeweils                                                                                   |      |
| Deutsche Kriegsgräberstätte Lafrimbolle Deutschland 1. Weltkrieg                      | Lafrimbolle 48° 35′ 33″ N, 7° 0′ 51″ O           | - Anzahl der Gefallenen und deren Nationalität: 2.110 Deutsche - Aufbau der Grabanlage: Einzelgräber und 1 Gemeinschaftsgrab |      |
| Monument des Entonnoirs à Leintrey Frankreich 1. Weltkrieg                            | Leintrey 48° 36′ 47″ N, 6° 44′ 1″ O              | - Anzahl der Gefallenen und deren Nationalität: 100–150 Franzosen des 162. Infanterie-Regiments - Aufbau der Grabanlage: 1 Gemeinschaftsgrab - Schlacht: Explosion 4 deutscher Minen am 16. Juli 1916                                   |      |
| Nécropole nationale de Senoncourt-les-Maujouy Frankreich 1. Weltkrieg                 | Lemmes 49° 3′ 59″ N, 5° 21′ 41″ O                | - Anzahl der Gefallenen und deren Nationalität: 531 Franzosen - Aufbau der Grabanlage: Einzelgräber - Namentliches Verzeichnis |      |
| Nécropole nationale du Trottoir aux Éparges Frankreich 1. Weltkrieg                   | Les Éparges 49° 3′ 55″ N, 5° 36′ 20″ O           | - Anzahl der Gefallenen und deren Nationalität: 2.960 Franzosen - Aufbau der Grabanlage: Einzelgräber mit einem Steinkreuz bzw. einer Steinstele jeweils und 1 Gemeinschaftsgrab - Verzeichnis der 1665 namentlich bekannten Gefallenen |      |
| Nécropole nationale des Islettes Frankreich 1. Weltkrieg                              | Les Islettes 49° 6′ 48″ N, 5° 0′ 0″ O            | - Anzahl der Gefallenen und deren Nationalität: 2.230 Franzosen - Aufbau der Grabanlage: Einzelgräber mit einem Steinkreuz bzw. einer Steinstele jeweils - Verzeichnis von 2207 namentlich bekannten Gefallenen                         |      |
| Nécropole nationale de Fontaine-Routhon aux Souhesmes-Rampont Frankreich 1. Weltkrieg | Les Souhesmes-Rampont 49° 5′ 36″ N, 5° 16′ 16″ O | - Anzahl der Gefallenen und deren Nationalität: 1.068 Franzosen - Aufbau der Grabanlage: Einzelgräber mit einem Steinkreuz bzw. einer Steinstele jeweils - Namentliches Verzeichnis                                                     |      |
| Monument ossuaire de Lexy Frankreich 1. Weltkrieg                                     | Lexy 49° 30′ 4″ N, 5° 43′ 30″ O                  | - Anzahl der Gefallenen und deren Nationalität: 416 - Aufbau der Grabanlage: 1 Gemeinschaftsgrab |      |
| Nécropole nationale de Lidrezing Frankreich 1. Weltkrieg                              | Lidrezing 48° 52′ 29″ N, 6° 41′ 40″ O            | - Anzahl der Gefallenen und deren Nationalität: 549 Franzosen - Aufbau der Grabanlage: Einzelgräber mit einem Steinkreuz bzw. einer Steinstele jeweils und 2 Gemeinschaftsgräber - Verzeichnis der namentlich bekannten Gefallenen      |      |
| Deutsche Kriegsgräbergedenkstätte Liny-devant-Dun Deutschland 1. Weltkrieg            | Liny-devant-Dun 49° 21′ 8″ N, 5° 11′ 48″ O       | - Anzahl der Gefallenen und deren Nationalität: 449 Deutsche - Aufbau der Grabanlage: Einzelgräber mit einem Steinkreuz bzw. einer Steinstele jeweils                                                                                   |      |
| Nécropole nationale de Lironville Frankreich 1. Weltkrieg                             | Lironville 48° 51′ 40″ N, 5° 54′ 2″ O            | - Anzahl der Gefallenen und deren Nationalität: 416 Franzosen - Aufbau der Grabanlage: Einzelgräber - Verzeichnis von 65 namentlich bekannten Gefallenen                                                                                |      |
| Deutsche Kriegsgräbergedenkstätte Lissey Deutschland 1. Weltkrieg                     | Lissey 49° 23′ 22″ N, 5° 22′ 23″ O               | - Anzahl der Gefallenen und deren Nationalität: 822 Deutsche - Aufbau der Grabanlage: Einzelgräber mit einem Steinkreuz bzw. einer Steinstele jeweils                                                                                   |      |
| Deutsche Kriegsgräberstätte Longuyon Deutschland 1. Weltkrieg                         | Longuyon 49° 27′ 6″ N, 5° 35′ 5″ O               | - Anzahl der Gefallenen und deren Nationalität: 1.752 (1.748 Deutsche, 2 Russen und 2 Österreicher/Ungarn) - Aufbau der Grabanlage: Einzelgräber mit einem Steinkreuz bzw. einer Steinstele jeweils                                     |      |

## M
| Bezeichnung                                                                          | Ortschaft                                     | Beschreibung | Foto |
| ------------------------------------------------------------------------------------ | --------------------------------------------- | --- | ---- |
| Deutsche Kriegsgräberstätte Maizeray Deutschland 1. Weltkrieg                        | Maizeray 49° 6′ 11″ N, 5° 41′ 42″ O           | - Anzahl der Gefallenen und deren Nationalität: 2.876 Deutsche - Aufbau der Grabanlage: Einzelgräber mit einem Metallkreuz bzw. einer Steinstele jeweils |      |
| Deutsche Kriegsgräberstätte Mangiennes Deutschland 1. Weltkrieg                      | Mangiennes 49° 21′ 13″ N, 5° 31′ 27″ O        | - Anzahl der Gefallenen und deren Nationalität: 3.332 Deutsche - Aufbau der Grabanlage: Einzelgräber mit einem Steinkreuz bzw. einer Steinstele jeweils und 1 Gemeinschaftsgrab |      |
| Deutsche Kriegsgräberstätte Marange-Silvange Deutschland Deutsch-Französischer Krieg | Marange-Silvange 49° 12′ 38″ N, 6° 6′ 45″ O   | - Anzahl der Gefallenen und deren Nationalität: 291 Preußen - Aufbau der Grabanlage: Einzelgräber mit einem Steinkreuz jeweils und 1 Gemeinschaftsgrab |      |
| Nécropole nationale de Marbotte à Apremont-la-Forêt Frankreich 1. Weltkrieg          | Marbotte 48° 50′ 0″ N, 5° 35′ 15″ O           | - Anzahl der Gefallenen und deren Nationalität: 2.268 Franzosen - Aufbau der Grabanlage: Einzelgräber und 1 Gemeinschaftsgrab |      |
| Deutsche Kriegsgräberstätte Mars-la-Tour Deutschland Deutsch-Französischer Krieg     | Mars-la-Tour 49° 6′ 0″ N, 5° 53′ 5″ O         | - Anzahl der Gefallenen und deren Nationalität: 1.000 Deutsche - Aufbau der Grabanlage: 1 Gemeinschaftsgrab |      |
| Nécropole nationale de Ménil-sur-Belvitte Frankreich 1. Weltkrieg                    | Ménil-sur-Belvitte 48° 23′ 4″ N, 6° 41′ 35″ O | - Anzahl der Gefallenen und deren Nationalität: 1.096 Franzosen - Aufbau der Grabanlage: Einzelgräber und 1 Gemeinschaftsgrab - Namentliches Verzeichnis von 907 Gefallenen |      |
| Deutsche Kriegsgräberstätte Merles-sur-Loison Deutschland 1. Weltkrieg               | Merles-sur-Loison 49° 22′ 51″ N, 5° 28′ 39″ O | - Anzahl der Gefallenen und deren Nationalität: 1.499 Deutsche - Aufbau der Grabanlage: Einzelgräber mit einem Metallkreuz bzw. einer Steinstele jeweils |      |
| Nécropole nationale de Chambière à Metz Frankreich 1./2. Weltkrieg                   | Metz 48° 54′ 12″ N, 6° 0′ 46″ O               | - Anzahl der Gefallenen und deren Nationalität: 3.963 (2.056 Deutsche, 1.700 Russen, 103 Briten, 89 Italiener und 15 Belgier) (1. WK) - Aufbau der Grabanlage: Einzelgräber und 11 Gemeinschaftsgräber |      |
| Cimetière militaire Mey Frankreich Deutsch-Französischer Krieg                       | Mey 49° 8′ 21″ N, 6° 14′ 13″ O                | - Anzahl der Gefallenen und deren Nationalität: 176 (156 Franzosen und 20 Deutsche) - Aufbau der Grabanlage: 1 Gemeinschaftsgrab |      |
| Deutsche Kriegsgräberstätte Morhange Deutschland 1. Weltkrieg                        | Morhange 48° 56′ 32″ N, 6° 39′ 54″ O          | - Anzahl der Gefallenen und deren Nationalität: 4.754 Deutsche - Aufbau der Grabanlage: Einzelgräber mit einem Metallkreuz bzw. einer Steinstele jeweils |      |
| Nécropole nationale du Pétant à Montauville Frankreich 1./2. Weltkrieg               | Montauville 48° 54′ 12″ N, 6° 0′ 46″ O        | - Anzahl der Gefallenen und deren Nationalität: 5.200 (5.199 Franzosen und 1 Serbier) (1. WK) 8.314 (8.200 Franzosen, 105 Russen und 9 Polen) (2. WK) - Aufbau der Grabanlage: Einzelgräber mit einem Steinkreuz bzw. einer Steinstele jeweils und 4 Gemeinschaftsgräber - Verzeichnis von 7718 namentlich bekannten Gefallenen |      |
| Deutsche Kriegsgräberstätte Montmédy Deutschland 1. Weltkrieg                        | Montmédy 49° 30′ 57″ N, 5° 22′ 23″ O          | - Anzahl der Gefallenen und deren Nationalität: 2.464 Deutsche - Aufbau der Grabanlage: Einzelgräber mit einem Metallkreuz bzw. einer Steinstele jeweils |      |

## N
| Bezeichnung                                                                     | Ortschaft                                                                            | Beschreibung | Foto |  |
| ------------------------------------------------------------------------------- | ------------------------------------------------------------------------------------ | --- | ---- |  |
| Carrés militaires au sein de cimetières civils Nancy Frankreich 1./2. Weltkrieg | Nancy, innerhalb des kommunalen Friedhofs(Cimetière Sud) 48° 40′ 22″ N, 6° 11′ 22″ O | - Anzahl der Gefallenen und deren Nationalität: 1.601 Franzosen - Aufbau der Grabanlage: Einzelgräber mit einem Steinkreuz bzw. einer Steinstele jeweils |      |  |
| Deutsche Kriegsgräberstätte Nantillois Deutschland 1. Weltkrieg                 | Nantillois 49° 19′ 6″ N, 5° 7′ 30″ O                                                 | - Anzahl der Gefallenen und deren Nationalität: 918 Deutsche - Aufbau der Grabanlage: Einzelgräber mit einem Metallkreuz bzw. einer Steinstele jeweils |      |  |
| Nécropole nationale de Neufchâteau Frankreich 1./2. Weltkrieg                   | Neufchâteau 48° 21′ 23″ N, 5° 42′ 13″ O                                              | - Anzahl der Gefallenen und deren Nationalität: 956 (835 Franzosen, 120 Deutsche und 1 Russe) (1. WK), 52 (47 Franzosen und 5 Briten) (2. WK) - Aufbau der Grabanlage: Einzelgräber mit einem Steinkreuz bzw. einer Steinstele jeweils                                                |      |  |
| Cimetière militaire Nompatelize Frankreich Deutsch-Französischer Krieg          | Nompatelize                                                                          | - Anzahl der Gefallenen und deren Nationalität: 700 Deutsche/Franzosen - Aufbau der Grabanlage: 1 Gemeinschaftsgrab |      |  |
| Nécropole nationale de Noviant-aux-Prés Frankreich 1. Weltkrieg                 | Noviant-aux-Prés 48° 57′ 20″ N, 5° 51′ 6″ O                                          | - Anzahl der Gefallenen und deren Nationalität: 3.411 (3.404 Franzosen, 4 Russen, 2 Italiener und 1 Rumäne) - Aufbau der Grabanlage: Einzelgräber mit einem Steinkreuz bzw. einer Steinstele jeweils und 2 Gemeinschaftsgräber - Verzeichnis von 2231 namentlich bekannten Gefallenen |      |  |

## P
| Bezeichnung                                                                           | Ortschaft                                  | Beschreibung | Foto |
| ------------------------------------------------------------------------------------- | ------------------------------------------ | --- | ---- |
| Deutsche Kriegsgräberstätte Piennes Deutschland 1. Weltkrieg                          | Piennes 49° 18′ 18″ N, 5° 47′ 10″ O        | - Anzahl der Gefallenen und deren Nationalität: 1.497 Deutsche - Aufbau der Grabanlage: Einzelgräber mit einem Metallkreuz bzw. einer Steinstele jeweils |      |
| Deutsche Kriegsgräberstätte Peuvillers Deutschland 1. Weltkrieg                       | Peuvillers 49° 22′ 12″ N, 5° 23′ 42″ O     | - Anzahl der Gefallenen und deren Nationalität: 967 Deutsche - Aufbau der Grabanlage: Einzelgräber mit einem Steinkreuz bzw. einer Steinstele jeweils |      |
| Nécropole nationale de Pierrepont Frankreich 1./2. Weltkrieg                          | Pierrepont 49° 24′ 53″ N, 5° 42′ 14″ O     | - Anzahl der Gefallenen und deren Nationalität: 4.827 (4.190 Franzosen, 493 Russen, 141 Belgier, 2 Briten und 1 Rumäne) (1. WK), 76 (55 Russen, 20 Franzosen und 1 Tscheche) (2. WK) - Aufbau der Grabanlage: Einzelgräber mit einem Steinkreuz bzw. einer Steinstele jeweils und 2 Gemeinschaftsgräber - Verzeichnis von 1493 namentlich bekannten Gefallenen |      |
| Deutsche Kriegsgräberstätte Pierrepont Deutschland 1. Weltkrieg                       | Pierrepont 49° 25′ 22″ N, 5° 42′ 15″ O     | - Anzahl der Gefallenen und deren Nationalität: 3.017 Deutsche - Aufbau der Grabanlage: Einzelgräber mit einem Steinkreuz bzw. einer Steinstele jeweils und 2 Gemeinschaftsgräber |      |
| Nécropole nationale de Plaine-de-Walsch Frankreich 1. Weltkrieg                       | Plaine-de-Walsch 48° 41′ 3″ N, 7° 7′ 28″ O | - Anzahl der Gefallenen und deren Nationalität: 584 (356 Franzosen und 228 Deutsche) - Aufbau der Grabanlage: Einzelgräber mit einem Steinkreuz bzw. einer Steinstele jeweils |      |
| Carrés militaires au sein de cimetières civils Pont-à-Mousson Frankreich 1. Weltkrieg | Pont-à-Mousson 48° 54′ 19″ N, 6° 3′ 50″ O  | - Anzahl der Gefallenen und deren Nationalität: 458 Franzosen - Aufbau der Grabanlage: Einzelgräber mit einem Steinkreuz bzw. einer Steinstele jeweils |      |
| Deutsche Kriegsgräberstätte Pont-à-Mousson Deutschland Deutsch-Französischer Krieg    | Pont-à-Mousson 48° 54′ 23″ N, 6° 3′ 52″ O  | - Anzahl der Gefallenen und deren Nationalität: 355 (303 Preußen, 23 Bayern, 22 Sachsen, 6 Hessen und 1 Württemberger) - Aufbau der Grabanlage: 1 Gemeinschaftsgrab |      |

## R
| Bezeichnung                                                                         | Ortschaft                                          | Beschreibung | Foto |
| ----------------------------------------------------------------------------------- | -------------------------------------------------- | --- | ---- |
| Nécropole nationale de Rambervillers Frankreich 1. Weltkrieg                        | Rambervillers 48° 20′ 42″ N, 6° 38′ 37″ O          | - Anzahl der Gefallenen und deren Nationalität: 1.596 Franzosen - Aufbau der Grabanlage: Einzelgräber und 2 Gemeinschaftsgräber |      |
| Carrés militaires au sein de cimetières civils Raon-l’Étape Frankreich 1. Weltkrieg | Raon-l’Étape 48° 24′ 10″ N, 6° 51′ 7″ O            | - Anzahl der Gefallenen und deren Nationalität: 279 Franzosen - Aufbau der Grabanlage: Einzelgräber |      |
| Nécropole nationale de Brocourt-en-Argonne à Récicourt Frankreich 1. Weltkrieg      | Récicourt 49° 6′ 48″ N, 5° 10′ 8″ O                | - Anzahl der Gefallenen und deren Nationalität: 471 Franzosen - Aufbau der Grabanlage: Einzelgräber mit einem Steinkreuz bzw. einer Steinstele jeweils |      |
| Nécropole nationale de Reillon Frankreich 1./2. Weltkrieg                           | Reillon 48° 35′ 57″ N, 6° 45′ 1″ O                 | - Anzahl der Gefallenen und deren Nationalität: 6.754 (5.428 Deutsche und 1.326 Franzosen) (1. WK), 2 Franzosen (2. WK) - Aufbau der Grabanlage: Einzelgräber und 2 Gemeinschaftsgräber - Verzeichnis von 1097 namentlich bekannten französischen Gefallenen                                |      |
| Deutsche Kriegsgräberstätte Rembercourt-aux-Pots Deutschland 1. Weltkrieg           | Rembercourt-Sommaisne 48° 54′ 18″ N, 5° 10′ 22″ O  | - Anzahl der Gefallenen und deren Nationalität: 4.979 (4.978 Deutsche und 1 Österreicher/Ungar) - Aufbau der Grabanlage: Einzelgräber mit einem Steinkreuz bzw. einer Steinstele jeweils und 1 Gemeinschaftsgrab                                                                            |      |
| Nécropole nationale de Rembercourt-aux-Pots Frankreich 1. /2. Weltkrieg             | Rembercourt-Sommaisne 48° 54′ 18″ N, 5° 10′ 22″ O  | - Anzahl der Gefallenen und deren Nationalität: 5.512 (5.510 Franzosen und 2 Russen) (1. WK), 3 Franzosen (2. WK) - Aufbau der Grabanlage: Einzelgräber mit einem Steinkreuz bzw. einer Steinstele jeweils und 2 Gemeinschaftsgräber - Verzeichnis von 2169 namentlich bekannten Gefallenen |      |
| Carrés militaires au sein de cimetières civils Remiremont Frankreich 1. Weltkrieg   | Remiremont 48° 0′ 40″ N, 6° 35′ 58″ O              | - Anzahl der Gefallenen und deren Nationalität: 146 Franzosen - Aufbau der Grabanlage: Einzelgräber |      |
| Nécropole nationale de Revigny-sur-Ornain Frankreich 1. Weltkrieg                   | Revigny-sur-Ornain                                 | - Anzahl der Gefallenen und deren Nationalität: 1.315 Franzosen - Aufbau der Grabanlage: Einzelgräber mit einem Steinkreuz bzw. einer Steinstele jeweils und 1 Gemeinschaftsgrab - Verzeichnis von 1231 namentlich bekannten Gefallenen                                                     |      |
| Nécropole nationale de Riche Frankreich 1. Weltkrieg                                | Riche 48° 54′ 20″ N, 6° 37′ 47″ O                  | - Anzahl der Gefallenen und deren Nationalität: 2.388 (2.208 Franzosen und 180 Russen) - Aufbau der Grabanlage: Einzelgräber mit einem Steinkreuz bzw. einer Steinstele jeweils und 2 Gemeinschaftsgräber - Verzeichnis von 1902 namentlich bekannten französischen Gefallenen              |      |
| Deutsche Kriegsgräberstätte Romagne-sous-les-Côtes Deutschland 1. Weltkrieg         | Romagne-sous-les-Côtes 49° 9′ 20″ N, 5° 28′ 30″ O  | - Anzahl der Gefallenen und deren Nationalität: 2.227 Deutsche - Aufbau der Grabanlage: Einzelgräber mit einem Metallkreuz bzw. einer Steinstele jeweils |      |
| Deutsche Kriegsgräberstätte Romagne-sous-Montfaucon Deutschland 1. Weltkrieg        | Romagne-sous-Montfaucon 49° 20′ 2″ N, 5° 4′ 56″ O  | - Anzahl der Gefallenen und deren Nationalität: 1.415 (1.407 Deutsche und 8 Franzosen) - Aufbau der Grabanlage: Einzelgräber mit einem Steinkreuz bzw. einer Steinstele jeweils |      |
| Meuse-Argonne American Cemetery Vereinigte Staaten 1. Weltkrieg                     | Romagne-sous-Montfaucon 49° 19′ 56″ N, 5° 5′ 38″ O | - Anzahl der Gefallenen und deren Nationalität: 14.246 US-Amerikaner - Aufbau der Grabanlage: Einzelgräber mit einem Steinkreuz bzw. einer Steinstele jeweils - Schlacht: Maas-Argonnen-Offensive September–November 1918                                                                   |      |
| Nécropole nationale de Rozelieures Frankreich 1. Weltkrieg                          | Rozelieures 48° 26′ 38″ N, 6° 25′ 43″ O            | - Anzahl der Gefallenen und deren Nationalität: 1.154 Franzosen - Aufbau der Grabanlage: Einzelgräber und 1 Gemeinschaftsgrab - Verzeichnis von 375 namentlich bekannten Gefallenen |      |
| Nécropole nationale de Rupt-en-Woëvre Frankreich 1. Weltkrieg                       | Rupt-en-Woëvre 49° 3′ 4″ N, 5° 29′ 31″ O           | - Anzahl der Gefallenen und deren Nationalität: 170 Franzosen - Aufbau der Grabanlage: Einzelgräber mit einem Steinkreuz bzw. einer Steinstele jeweils - Namtliches Verzeichnis der Gefallenen                                                                                              |      |

## S
| Bezeichnung | Ortschaft                                            | Beschreibung | Foto |
| --- | ---------------------------------------------------- | --- | ---- |
| Lorraine American Cemetery Vereinigte Staaten 2. Weltkrieg                                                     | Saint-Avold 49° 7′ 19″ N, 6° 43′ 3″ O                | - Anzahl der Gefallenen und deren Nationalität: 10.489 US-Amerikaner - Aufbau der Grabanlage: Einzelgräber mit einem Steinkreuz bzw. einer Steinstele jeweils - Schlacht: Kämpfe um Elsass und Lothringen November–Dezember 1944                                        |      |
| Nécropole nationale de Saint-Benoît-la-Chipotte Frankreich 1. Weltkrieg                                        | Saint-Benoît-la-Chipotte 48° 22′ 15″ N, 6° 46′ 54″ O | - Anzahl der Gefallenen und deren Nationalität: 1.899 Franzosen - Aufbau der Grabanlage: Einzelgräber mit einem Steinkreuz bzw. einer Steinstele jeweils und 2 Gemeinschaftsgräber                                                                                      |      |
| Nécropole nationale des Tiges à Saint-Dié-des-Vosges Frankreich 1. Weltkrieg                                   | Saint-Dié-des-Vosges 48° 17′ 14″ N, 6° 55′ 27″ O     | - Anzahl der Gefallenen und deren Nationalität: 2.608 Franzosen - Aufbau der Grabanlage: Einzelgräber mit einem Steinkreuz bzw. einer Steinstele jeweils und 2 Gemeinschaftsgräber                                                                                      |      |
| Nécropole nationale de Vaux-Racine à Saint-Mihiel Frankreich 1. Weltkrieg                                      | Saint-Mihiel 48° 54′ 10″ N, 5° 32′ 37″ O             | - Anzahl der Gefallenen und deren Nationalität: 3.417 Franzosen - Aufbau der Grabanlage: Einzelgräber mit einem Steinkreuz bzw. einer Steinstele jeweils |      |
| Nécropole nationale de Saint-Remy-la-Calonne Frankreich 1. Weltkrieg                                           | Saint-Remy-la-Calonne 49° 2′ 53″ N, 5° 36′ 1″ O      | - Anzahl der Gefallenen und deren Nationalität: 203 Franzosen - Aufbau der Grabanlage: Einzelgräber mit einem Steinkreuz bzw. einer Steinstele jeweils |      |
| Nécropole nationale de Sarraltroff/Deutsche Kriegsgräberstätte Sarraltroff Frankreich Deutschland 1. Weltkrieg | Sarraltroff 48° 46′ 39″ N, 7° 3′ 28″ O               | - Anzahl der Gefallenen und deren Nationalität: 370 (278 Franzosen und 92 Deutsche) - Aufbau der Grabanlage: Einzelgräber mit einem Steinkreuz bzw. einer Steinstele jeweils und Gemeinschaftsgräber                                                                    |      |
| Nécropole nationale de Buhl à Sarrebourg Frankreich 1. Weltkrieg                                               | Sarrebourg 48° 43′ 55″ N, 7° 3′ 47″ O                | - Anzahl der Gefallenen und deren Nationalität: 1.691 (1.608 Franzosen und 83 Deutsche) - Aufbau der Grabanlage: Einzelgräber mit einem Steinkreuz bzw. einer Steinstele jeweils und Gemeinschaftsgräber                                                                |      |
| Nécropole nationale des prisonniers de guerre (1914–1918) Frankreich 1. Weltkrieg                              | Sarrebourg 48° 44′ 7″ N, 7° 3′ 16″ O                 | - Anzahl der Gefallenen und deren Nationalität: 13.320 Franzosen - Aufbau der Grabanlage: Einzelgräber mit einem Steinkreuz bzw. einer Steinstele jeweils und 2 Gemeinschaftsgräber                                                                                     |      |
| Nécropole nationale de Saulcy-sur-Meurthe Frankreich 1. Weltkrieg                                              | Saulcy-sur-Meurthe 48° 19′ 29″ N, 7° 21′ 12″ O       | - Anzahl der Gefallenen und deren Nationalität: 2.854 (2.484 Franzosen und 370 Deutsche) - Aufbau der Grabanlage: Einzelgräber mit einem Steinkreuz bzw. einer Steinstele jeweils und 3 Gemeinschaftsgräber - Schlacht: Schlacht in Lothringen August 1914              |      |
| Nécropole nationale de Senones Frankreich 1. Weltkrieg                                                         | Senones 48° 19′ 29″ N, 7° 21′ 12″ O                  | - Anzahl der Gefallenen und deren Nationalität: 818 (795 Franzosen, 11 Rumänen, 6 Polen und 6 Russen) - Aufbau der Grabanlage: Einzelgräber mit einem Steinkreuz bzw. einer Steinstele jeweils und 2 Gemeinschaftsgräber - Schlacht: Schlacht in Lothringen August 1914 |      |
| Nécropole nationale de Sommedieue Frankreich 1. Weltkrieg                                                      | Sommedieue 49° 5′ 7″ N, 5° 27′ 37″ O                 | - Anzahl der Gefallenen und deren Nationalität: 164 Franzosen - Aufbau der Grabanlage: Einzelgräber mit einem Steinkreuz bzw. einer Steinstele jeweils |      |
| Deutsche Kriegsgräberstätte Spicherer Höhen Frankreich 2. Weltkrieg                                            | Spicheren 49° 12′ 3″ N, 6° 58′ 2″ O                  | - Anzahl der Gefallenen und deren Nationalität: 120 deutsche Soldaten - Aufbau der Grabanlage: Einzelgräber mit einem Steinkreuz |      |

## T
| Bezeichnung                                                                                                  | Ortschaft                                         | Beschreibung | Foto |
| --- | ------------------------------------------------- | --- | ---- |
| St. Mihiel American Cemetery Vereinigte Staaten 1. Weltkrieg                                                 | Thiaucourt-Regniéville 48° 57′ 20″ N, 5° 51′ 5″ O | - Anzahl der Gefallenen und deren Nationalität: 4.153 US-Amerikaner - Aufbau der Grabanlage: Einzelgräber mit einem Steinkreuz bzw. einer Steinstele jeweils - Schlacht: Schlacht von St. Mihiel September 1918                                                                |      |
| Deutsche Kriegsgräberstätte Thiaucourt Deutschland Deutsch-Französischer Krieg/1. Weltkrieg                  | Thiaucourt-Regniéville 48° 57′ 20″ N, 5° 51′ 6″ O | - Anzahl der Gefallenen und deren Nationalität: 11.685 Deutsche - Aufbau der Grabanlage: Einzelgräber mit einem Metallkreuz bzw. einer Steinstele jeweils und 1 Gemeinschaftsgrab                                                                                              |      |
| Nécropole nationale de Thionville/Deutsche Kriegsgräberstätte Thionville Frankreich Deutschland 1. Weltkrieg | Thionville                                        | - Anzahl der Gefallenen und deren Nationalität: 1.653 (787 Deutsche, 692 Russen, 161 Franzosen, 5 Österreicher/Ungarn, 3 Briten, 3 Luxemburger und 2 Belgier) - Aufbau der Grabanlage: Einzelgräber mit einem Steinkreuz bzw. einer Steinstele jeweils und Gemeinschaftsgräber |      |
| Nécropole nationale de Trésauvaux Frankreich 1. Weltkrieg                                                    | Trésauvaux 49° 4′ 41″ N, 5° 36′ 13″ O             | - Anzahl der Gefallenen und deren Nationalität: 665 Franzosen - Aufbau der Grabanlage: Einzelgräber mit einem Steinkreuz bzw. einer Steinstele jeweils |      |
| Nécropole nationale de Troyon Frankreich 1. Weltkrieg                                                        | Troyon 49° 0′ 13″ N, 5° 28′ 3″ O                  | - Anzahl der Gefallenen und deren Nationalität: 150 Franzosen - Aufbau der Grabanlage: Einzelgräber mit einem Steinkreuz bzw. einer Steinstele jeweils |      |
| Deutsche Kriegsgräberstätte Troyon Deutschland 1. Weltkrieg                                                  | Troyon                                            | - Anzahl der Gefallenen und deren Nationalität: 5.590 Deutsche - Aufbau der Grabanlage: Einzelgräber mit einem Metallkreuz bzw. einer Steinstele jeweils |      |

## V
| Bezeichnung                                                           | Ortschaft                                      | Beschreibung | Foto |
| --------------------------------------------------------------------- | ---------------------------------------------- | --- | ---- |
| Nécropole nationale de Vadelaincourt Frankreich 1. Weltkrieg          | Vadelaincourt 49° 0′ 13″ N, 5° 28′ 3″ O        | - Anzahl der Gefallenen und deren Nationalität: 1.728 (1.726 Franzosen und 2 Russen) - Aufbau der Grabanlage: Einzelgräber mit einem Steinkreuz bzw. einer Steinstele jeweils - Verzeichnis von 1709 namentlich bekannten Gefallenen |      |
| Nécropole nationale de Vauquois Frankreich 1. Weltkrieg               | Vauquois 49° 11′ 44″ N, 5° 4′ 30″ O            | - Anzahl der Gefallenen und deren Nationalität: 4.368 Franzosen - Aufbau der Grabanlage: Einzelgräber und 1 Gemeinschaftsgrab - Verzeichnis von 2262 namentlich bekannten Gefallenen                                                 |      |
| Nécropole nationale du Faubourg-Pavé à Verdun Frankreich 1. Weltkrieg | Verdun 49° 9′ 57″ N, 5° 24′ 17″ O              | - Anzahl der Gefallenen und deren Nationalität: 5.095 Franzosen - Aufbau der Grabanlage: Einzelgräber |      |
| Nécropole nationale de Bevaux à Verdun Frankreich 1./2. Weltkrieg     | Verdun 49° 8′ 33″ N, 5° 23′ 29″ O              | - Anzahl der Gefallenen und deren Nationalität: 3.107 / 485 Franzosen (1. WK / 2. WK) - Aufbau der Grabanlage: Einzelgräber - Namensliste der Gefallenen                                                                             |      |
| Nécropole nationale de Glorieux à Verdun Frankreich 1. Weltkrieg      | Verdun 49° 9′ 35″ N, 5° 21′ 28″ O              | - Anzahl der Gefallenen und deren Nationalität: 4.244 Franzosen - Aufbau der Grabanlage: Einzelgräber |      |
| Nécropole nationale de Vergaville Frankreich 1. Weltkrieg             | Vergaville 48° 50′ 35″ N, 6° 44′ 10″ O         | - Anzahl der Gefallenen und deren Nationalität: 1.151 Franzosen - Aufbau der Grabanlage: Einzelgräber und 2 Gemeinschaftsgräber - Verzeichnung von 826 namentlich bekannten Gefallenen                                               |      |
| Nécropole nationale de Ville-sur-Cousances Frankreich 1. Weltkrieg    | Ville-sur-Cousances 49° 4′ 33″ N, 5° 11′ 11″ O | - Anzahl der Gefallenen und deren Nationalität: 950 Franzosen - Aufbau der Grabanlage: Einzelgräber |      |
| Nécropole nationale de Friscati à Vitrimont Frankreich 1. Weltkrieg   | Vitrimont 48° 36′ 11″ N, 6° 27′ 16″ O          | - Anzahl der Gefallenen und deren Nationalität: 5.379 Franzosen - Aufbau der Grabanlage: Einzelgräber und 3 Gemeinschaftsgräber - Verzeichnis von 2750 namentlich bekannten Gefallenen                                               |      |

## W
| Bezeichnung                                    | Ortschaft                            | Beschreibung | Foto |
| ---------------------------------------------- | ------------------------------------ | --- | ---- |
| Nécropole de Walscheid Frankreich 1. Weltkrieg | Walscheid 48° 39′ 35″ N, 7° 8′ 54″ O | - Anzahl der Gefallenen und deren Nationalität: 404 Franzosen - Aufbau der Grabanlage: Einzelgräber und 2 Gemeinschaftsgräber |      |

- Karte mit allen Koordinaten:
- OSM |
- WikiMap